# Céline Bessière
Pour les articles homonymes, voir Bessière.
Céline Bessière, née en 1977 à Chartres, est une sociologue française, spécialiste de la famille dans ses dimensions économiques et juridiques.

## Biographie
Céline Bessière est sociologue, professeure des universités à l'Université Paris-Dauphine, chercheuse au laboratoire IRISSO.
En 2006, Bessière soutient à l'université Paris-Descartes sa thèse de sociologie, réalisée sous la direction d'Olivier Schwartz et intitulée Maintenir une entreprise familiale : enquête sur les exploitations viticoles de la région délimitée Cognac, montrant à partir d'une étude ethnographique régionale les conditions de reprise, de transmission, et de maintien d'entreprises familiales. Sa thèse est publiée en 2010 sous le titre De génération en génération, arrangements de famille dans les entreprises viticoles de Cognac.
Elle intègre le laboratoire IRISSO de l'Université Dauphine PSL en 2009. Elle est membre du collectif de recherche RUPTURES, puis JUSTINES (Justice et inégalités au prisme des sciences sociales) qui s'intéresse à la justice du quotidien, de l'ordinaire et de l'intime. Elle participe à ce titre à l'écriture du livre Au tribunal des couples du Collectif Onze.
Ses sujets d'études portent sur la transmission de patrimoine au sein des familles, sur l'économie domestique et notamment dans le cadre des séparations conjugales,.
En 2016-2017, elle est membre de la School of Social Science de l'Institute for Advanced Study de Princeton, New Jersey.
En 2017, elle soutient son habilitation à diriger des recherches à l'Ecole des Hautes Etudes en Sciences Sociales, avec un mémoire original intitulé La richesse des familles.

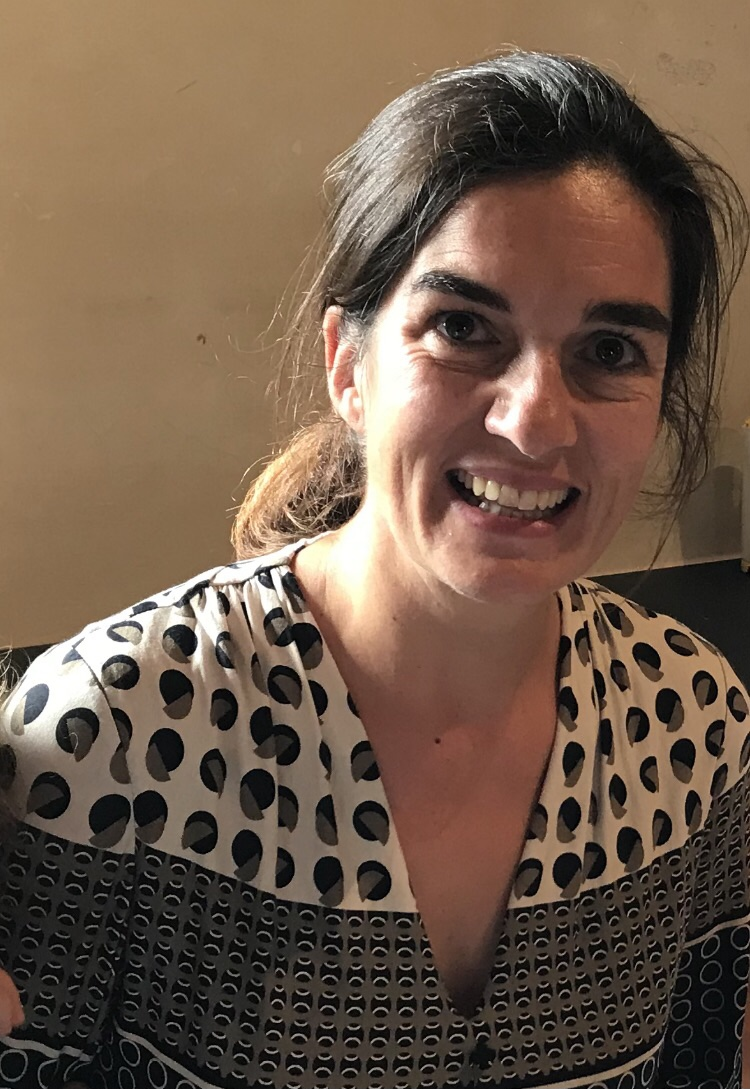
Céline Bessière en 2022

Avec Sibylle Gollac, elle publie en 2020 Le genre du capital : comment la famille reproduit les inégalités. Le livre est le fruit de vingt ans de travaux menés par les deux sociologues, individuellement, ensemble et au sein d'équipes collectives. A partir d'enquêtes ethnographiques auprès d'études de notaires et de cabinets d’avocats, ainsi que d'analyses statistiques, les autrices montrent comment la transmission et le partage du patrimoine au sein des familles au moment des séparations conjugales et des successions peuvent générer des inégalités de genre. Elles y développent notamment les concepts de stratégies familiales de reproduction et de comptabilité inversée. Une traduction enrichie en anglais est parue en mars 2023 chez Harvard University Press. Une bande dessinée co-scénarisée par Jeanne Puchol et tirée de l'ouvrage est parue en mai 2023.

## Distinctions
- Membre senior de l'Institut Universitaire de France en 2023[13].

## Engagements
Elle est signataire de la tribune Le divorce par consentement mutuel privatisé publiée dans le Monde du 19 mai 2016.
Elle est signataire de plusieurs tribunes contre les récentes réformes des retraites en France, dont Réforme des retraites : Les femmes divorcées seront les grandes perdantes, publiée dans Le Monde du 23 janvier 2020.

## Publications
- Christian Baudelot, Michel Gollac ; avec Céline Bessière, Isabelle Coutant, Olivier Godechot..., Travailler pour être heureux ? : le bonheur et le travail en France, Paris, Fayard, 2003, 351 p. (ISBN 2-213-61505-5, BNF 38938132)
- Céline Bessière, De génération en génération : arrangements de famille dans les entreprises viticoles de Cognac, Paris, Raisons d'agir, 2010, 215 p. (ISBN 978-2-912107-51-0, BNF 42122349)
- Collectif Onze, Au tribunal des couples : enquête sur des affaires familiales, Paris, O. Jacob, 2013, 309 p. (ISBN 978-2-7381-3053-2, BNF 43848375)
- Céline Bessière et Sibylle Gollac, Le genre du capital : comment la famille reproduit les inégalités, Paris, La Découverte, 2020, 326 p. (ISBN 978-2-348-04438-0, BNF 46560578)
- Céline Bessière, Sibylle Gollac, The Gender of Capital: How Families Perpetuate Wealth Inequality, Harvard University Press, 2023, 344 p., traduction par Juliette Rogers  (ISBN 9780674271791).
- Céline Bessière, Sibylle Gollac, Jeanne Puchol, Le genre du capital : enquêter sur les inégalités dans la famille, Paris, Editions Delcourt - La Découverte, 2023, 128 p.  (ISBN 9782413046073).